# Rosyjski zjazd zagraniczny (1926)
Rosyjski zjazd zagraniczny (ros. Российский зарубежный съезд) – zjazd białej emigracji rosyjskiej we Francji w poł. lat 20. XX wieku.
W dniach 4-11 kwietnia 1926 r. w hotelu „Маjestic” w Paryżu doszło do zjazdu przedstawicieli białej emigracji rosyjskiej pochodzących z 26 krajów świata. Był on planowany już od 1923 r. Działania w tym kierunku prowadziła grupa inicjatywna do spraw zjednoczenia organizacji rosyjskich na czele Piotrem B. Struwe, który wydawał umiarkowanie prawicowe pismo „Wozrożdienije”. Na zjazd przybyło ok. 450 delegatów reprezentujących różne organizacje, stowarzyszenia, ugrupowania i środowiska ideologiczno-polityczne (od lewicowych mienszewików i eserowców przez centrystycznych kadetów, liberałów-fewralistów i konstytucyjnych monarchistów-oktiabrystów po prawicowych monarchistów-czarnosecińców). Byli też przedstawiciele Rosyjskiej Cerkwi Zagranicznej, którym przewodził metropolita Antoni (Chrapowicki). Wśród najbardziej aktywnych uczestników byli m.in. Aleksandr F. Trepow, Piotr N. Krasnow, Nikołaj J. Markow, Siergiej S. Oldenburg, Iwan A. Iljin. Podstawową ideą zjazdu była walka z reżimem bolszewickim w Rosji oraz zmobilizowanie i zjednoczenie emigracji wokół odrodzenia narodowej Rosji. Głównymi tematami były: stosunki wewnętrzne w ZSRR, stosunek przyszłej Rosji i jej władz państwowych do obywateli, służących w Armii Czerwonej i na służbie sowieckiej, główne cele przyszłego ustroju państwowego Rosji, kwestie chłopskie i własności ziemskiej. Główny cel zjazdu, czyli powołanie wszechemigracyjnego przedstawicielstwa politycznego, okazał się niemożliwy do realizacji. W wyniku licznych narad i dyskusji skierowano jedynie odezwę do wielkiego księcia Nikołaja Nikołajewicza. Paryski zjazd uwidocznił głębokie podziały panujące wśród emigracji rosyjskiej i ambicje przywódców poszczególnych organizacji i ugrupowań. Z drugiej jednak strony uczestnicy zjazdu, odrzucając możliwość uznania władz bolszewickich za „rosyjskie”, zaprezentowali światu istnienie zagranicznej Rosji jako rosyjskiego organizmu duchowego bez terytorium, ale kontynuującego interesy i tradycję historyczną Rosji.